# Протока (рукавац Кубања)
Протока (рус. Протока), позната и као Црни Кубањ (рус. Чёрная Кубань) десни је и највећи рукавац реке Кубањ и део њене делте. Припада сливу Азовског мора. 
Од главног тока Кубања одваја се код хутора Тиховски, неких 7 km јужно од Славјанска на Кубану (највећег насеља кроз који протиче) и након 140 km тока улива се у Азовско море код села Ачујево. Протиче преко територија Славјанског, Красноармејског и Приморско-ахтарског рејона. 
Иако је плован целом дужином тока не користи се као пловни пут, Његове воде се искориштавају за наводњавање окољних пољопривредних подручја, посебно пиринчаних поља, а такође и за десалинизацију воде у оближњим лиманима са циљем поспешивања рибогојства.